# Podregiony Finlandii
Finlandia jest podzielona na 69 podregionów (fiń. seutukunta, szw. ekonomisk region).

## Podregiony (podzielone na regiony)

Regiony Finlandii

## Podregiony (podzielone na regiony)[1][2]

### Wyspy Alandzkie(1)
- Mariehamns stad
- Ålands landsbygd
- Ålands skärgård

### Karelia Południowa(2)
- Imatra
- Lappeenranta

### Ostrobotnia Południowa(3)
- Järviseutu
- Kuusiokunnat
- Seinäjoki
- Suupohja

### Sawonia Południowa(4)
- Mikkeli
- Pieksämäki
- Savonlinna

### Kainuu(5)
- Kajaani
- Kehys-Kainuu

### Kanta-Häme(6)
- Forssa
- Hämeenlinna
- Riihimäki

### Ostrobotnia Środkowa(7)
- Kaustinen
- Kokkola

### Finlandia Środkowa(8)
- Äänekoski
- Jämsä
- Joutsa
- Jyväskylä
- Keuruu
- Saarijärvi-Viitasaari

### Kymenlaakso(9)
- Kotka-Hamina
- Kouvola

### Laponia (region)(10)
- Itä-Lappi
- Kemi–Tornio
- Pohjois-Lappi
- Rovaniemi
- Torniolaakso
- Tunturi-Lappi

### Pirkanmaa(11)
- Etelä-Pirkanmaa
- Lounais-Pirkanmaa
- Luoteis-Pirkanmaa
- Tampere
- Ylä-Pirkanmaa

Byłe podregiony:
- Kaakkois-Pirkanmaa (zlikwidowany w 2011)

### Ostrobotnia(12)
- Sydösterbotten
- Jakobstad
- Vaasa

Byłe podregiony:
- Kyrönmaa (zlikwidowany w 2021)

### Karelia Północna(13)
- Joensuu
- Keski-Karjala
- Pielisen Karjala

### Ostrobotnia Północna(14)
- Haapavesi-Siikalatva
- Koillismaa
- Nivala-Haapajärvi
- Oulu
- Oulunkaari
- Raahe
- Ylivieska

### Sawonia Północna(15)
- Koillis-Savo
- Kuopio
- Sisä-Savo
- Varkaus
- Ylä-Savo

### Päijät-Häme(16)
- Lahti

Byłe podregiony:
- Heinola (zlikwidowany w 2010)

### Satakunta(17)
- Pohjois-Satakunta
- Pori
- Rauma

### Uusimaa(18)
- Helsinki
- Loviisa
- Porvoo
- Raseborg

### Finlandia Południowo-Zachodnia(19)
- Loimaa
- Salo
- Turku
- Vakka-Suomi
- Turunmaa